# Louis Lafforgue
Louis Lafforgue, né le 12 octobre 1892 à Villecomtal-sur-Arros (Gers) et mort le 20 mai 1964 à Endoufielle (Gers), est un homme politique français.

## Biographie
Engagé en qualité d'aspirant-officier au 59e régiment d'infanterie et au 114e bataillon de chasseurs alpins durant la Première Guerre mondiale, il est blessé à deux reprises, gazé en 1918 et réformé en 1919 avec 40 % d'invalidité. 
Suivant des études de lettres à la faculté de Bordeaux, il rédige une thèse d'histoire et de linguistique sur l’Aquitaine préchrétienne. Délégué rectoral au lycée de Constantine, il devient par la suite professeur de lettres au collège moderne Berthelot de Toulouse.
Ancien conseiller général, il prend part à la constitution de coopératives paysannes dans le Gers. Il devient délégué à la presse et à la propagande du Comité départemental d'action agricole du Gers.
Sous l'Occupation, il est président du comité cantonal de Libération de L'Isle-Jourdain. Il devient, après la Libération, membre de la Fédération nationale des déportés et internés résistants et patriotes.
Ancien conseiller général, il est maire d'Endoufielle en 1947, puis sénateur du Gers l'année suivante.

## Fonctions et des mandats
- Conseiller général [Où ?]
- 1947 - 1959 : Maire d'Endoufielle

Mandat parlementaire
- 7 novembre 1948 - 18 juin 1955 : Sénateur du Gers